# Орловка (Сковородинский район)
Орловка — упразднённое село в Сковородинском районе Амурской области. Исключено из учётных данных в 1976 году.

## География
Располагалось на левом берегу реки Амур, выше впадения в неё реки Бургали, на расстоянии примерно 13 километров (по прямой) к западу от села Джалинда.

## История
Посёлок Орловский был основан в 1858 году казаками. Был назван по фамилии доктора Е. Г. Орлова, принимавшего участие в экспедиции Невельского. В 1870 году имелось 18 дворов и 90 жителей обоего пола. В 1891 году числилось 22 двора и 156 жителей. Действовали часовня святых Петра и Павла, школа, почтовая станция и хлебный магазин. Основными занятиями населения того периода были: земледелие, извоз и рыбный промысел.
По данным 1926 года в Орлово имелось 43 хозяйства (33 крестьянского типа и 10 прочих) и проживало 234 человека (116 мужчин и 118 женщин). В национальном составе населения преобладали русские. В административном отношении являлась центром Орловского сельсовета Рухловского района Зейского округа Дальневосточного края.
Решением Амурского исполкома от 18 мая 1976 года № 208, село Орловка исключёно из учётных данных как фактически не существующее.